# Antigonia rubicunda
Antigonia rubicunda is een  straalvinnige vissensoort uit de familie van evervissen (Caproidae). De wetenschappelijke naam van de soort is voor het eerst geldig gepubliceerd in 1910 door Ogilby.